# 佐藤向日葵
HIMAWARI（ヒマワリ、1997年12月18日 - ）は、日本の女性プロレスラー、舞台女優。東京都出身。東京女子プロレス所属。血液型A型。本名および女優としての芸名は佐藤向日葵（さとう ひまわり）。尚美学園大学卒。

## 経歴
2017年
3月、関東国際高等学校演劇科を卒業。
4月、尚美学園大学舞台表現学科ミュージカルコース入学。
在学中より大学の同級生らと共に小劇場などで自主公演などを行う。
2019年
えのもとぐりむ・土屋シオン共同旗揚げの『劇団空白ゲノム』に大学在学中より参加、8月1日より劇団員として活動開始。
2020年
3月、尚美学園大学を卒業。
以後、本格的に舞台俳優活動を開始。
11月11日、コロナ禍により活動困難となり『劇団空白ゲノム』解散。
劇団解散後はフリーとなり、小劇場を中心に舞台俳優活動を継続。
2022年
8月13日 向日葵の名前でアクトレスガールズデビュー。2試合のみで離脱。
2023年
1月4日、東京女子プロレス後楽園ホール大会にリングネームHIMAWARIとしてプロレスデビュー。
2月18日、名古屋国際会議場大会にて上原わかなより自力初勝利。
5月1日、新木場1stRing大会にて凍雅よりシングル初勝利。

## 人物
- 長い髪がトレードマークで、後ろ髪は生まれてから一度も切っていない[6]。入場時にこの長い髪を手で振り回しながら片足でステップを踏むのがトレードマークになっている。また、この髪を使って鞭のように相手を叩く事がある。
- 三人姉弟の第一子。弟が二人いる。三姉弟の見た目を『ナイトメア・ビフォア・クリスマス』の『トリックオアトリーターズ』に例え、自身は『ショック』に似ていて、上の弟は細身でシュッとしているので『ロック』似、下の弟はガチムチなので『バレル』に似ていると言っている[7]。
- アヒルとタピオカが好き。
- プロレス好きの家族に連れられて、たまたま観た平田一喜の試合に「こんなすごいエンターテイメントがあったのか！」と衝撃を受け、プロレス観戦にはまる。
- 高校・大学と演劇及びミュージカルの専門校であったため、生き方自体が『毎日がミュージカル』。クラスメイトととの普段の学生生活の中で、ミュージカルやコントを繰り広げるのが当たり前だったため、今でも感情を表すために突然歌い出すのが当たり前のようになっている[8]。
- 2023年のとある試合で喉に攻撃が入り、喉を脱臼しかけたために、ミックスボイスを出せなくなってしまい、歌の音域が狭まってしまったことを、たいへん残念に思っている（因みに声を出せなくなってしまっていた一時期、ファンの間では「スナック向日葵開店」と言われていた）[8]。

## 得意技
サン・フラワーテンペスト
変形のジャックハマー。ブレーンバスターのクラッチから相手をリングに水平になるまで持ち上げ、その状態から旋回して自らの体を浴びせつつ相手を背面から落とす。技名は初披露の試合後本人のXにて発表。
お姫様落とし
お姫様だっこで抱き上げた相手を放り投げて落とす。
逆片エビ固め
初勝利時のフィニッシャー。
ネックスナップ
長座した相手の後方から走り込み、相手の頭を支点に前方回転して首にダメージを与える。

## 入場曲
POWERFUL CHEEKY CHAP / マサキ（YMZ）
東京女子プロレスでの入場曲。

## 出演

### 舞台
2019年
- 劇団空白ゲノム旗揚げ公演『リンゴの痛みを知ってるかい？』アカネ役　＠ワーサルシアター八幡山劇場（10月24日 - 10月27日）[10]

2020年
- ガールズ朗読劇『Girls Recitation Stage Vol.10』　＠cafe bar samansama（1月25日）[11]
- Chat letto朗読劇『つばめ』　＠浅草スマイルバー　（1月26日）
- Chat letto朗読劇『ねこ』　＠TOKYO BRAIN （2月22日）
- 劇団空感演人プロデュース『六畳一間で愛してる』真由美役　＠両国・Air studio（6月24日 - 6月29日）
- 空白ゲノム『染色体パレード「鏡映パンデミック」』あたし役　＠Geki地下Liberty（8月1日）
- 劇団空感演人『十二人の怒れる人々』3号役　＠両国・Air studio（9月24日 - 9月27日）[12]
- ムツキカプロデュース『ら抜きの殺意』宇藤樹里役　＠両国・Air studio（11月25日 - 11月30日）

2021年
- Air Studio Produce『Juliet』江田智子役　＠東日本橋・A-Garage（1月7日 - 1月11日）[13]
- 劇団空感演人プロデュース公演『プレイス』安藤羽根子役　＠両国・Air studio（2月17日 - 2月22日）
- 劇団YAMINABE『ここにいる。』内藤初音役　＠シアター新宿スターフィールド劇場（5月19日 - 5月24日）
- 劇団空感演人プロデュース『六畳一間で愛してる』田島実香役　＠両国・Air studio（6月23日 - 6月28日）
- CorneliusCockBlue(s)『夏祭り、あとの祭り。』野田まり役　＠下北沢シアター７１１（7月28日 - 8月1日）コロナ禍のため中止
- Gフォースプロデュース公演『氷雪の門』浜田博子役　＠築地ブティストホール（9月2日 - 9月5日）コロナ禍のため中止
- 劇団空感演人『ろまんす＆プレイス』平瀬恵役　＠両国・Air studio（11月10日 - 11月15日）

2022年
- 劇団めでたし『妖怪戦記おどろ』みやび役　＠シアターバビロンの流れのほとりにて　（1月26日 - 1月30日）
- 劇団ココア『笑う門には猫来る』あんな先生役　＠荻窪小劇場（2月22日 - 2月27日）
- 劇団コンシール『3+1』　＠秋葉原コンシールシアター（3月25日 ‐ 3月27日）
- Red Frame Factory 『この星のアグレッサー』ロージー役　＠阿佐ヶ谷アルシェ（5月25日 - 5月29日）
- Actwres girl'Z『ACTwrestling 後楽園ホール公演』（8月12日）
- Actwres girl'Z『ACTwrestling 大阪公演 @176BOX』（8月21日）

2022年9月 - 2024年７月
- 東京女子プロレスでの活動に専念するため役者活動を休止

2024年
- 感謝の日々を『緋は退紅に燃ゆ』　神保雪子役　＠萬劇場（8月7日 - 8月11日）

### テレビ番組
- 沼にハマってきいてみた（NHK Eテレ、2024年7月6日） - #461 プロレス追っかけ沼　１０代がハマるプロレスの世界！

### Web番組
- 給与明細（ABEMA、2022年11月28日） - #226【プレミアム限定】令和の女子プロレスブーム スターを目指す練習生デビューに密着